# Saint-Laurent-du-Var
Saint-Laurent-du-Var é uma comuna francesa na região administrativa da Provença-Alpes-Costa Azul, no departamento Alpes Marítimos. Estende-se por uma área de 10,1 km².